# Creola (Louisiane)
Pour les articles homonymes, voir Creola.
Creola est un village de la paroisse de Grant, dans l'État de Louisiane, aux États-Unis,. En 2020, il compte une population de 242 habitants.

## Démographie
Lors du recensement de 2010, le village comptait une population de 213 habitants, tandis qu'en 2020, elle s'élève à 242 habitants.